# Aniela Wolnik
Aniela Wolnik (ur. 15 stycznia 1900 w Rybniku, zm. 22 lipca 1957) – polska działaczka okresu powstań śląskich i plebiscytu na Górnym Śląsku, sanitariuszka, harcerka i nauczycielka.

## Życiorys
Urodziła się w Paruszowcu (dzielnicy Rybnika), w rodzinie polskiego listonosza. Pochodziła z patriotycznej rodziny, której dom był miejscem spotkań Polskiej Organizacji Wojskowej. Ojciec i bracia organizowali broń dla polskich oddziałów, z kolei Aniela z siostrą Heleną (1899–1999) utworzyła polską szkołę dla dzieci. Aniela angażowała się w I powstanie śląskie, za co w sierpniu 1919 roku została aresztowana. Podczas zajścia miała klęknąć i powiedzieć matce: „Pobłogosław mię, Matko, na śmierć za Polskę”, co przyniosło jej później przydomek „śląska Inka”. Uniknęła rozstrzelania dzięki wprowadzeniu stanu oblężenia, przez co Niemcy nie mogli działać bez wyroku. Wolnik została przeniesiona do więzienia w Raciborzu, gdzie spędziła sześć miesięcy. Była jedyną kobietą oskarżoną o zdradę stanu. Dzięki wstawiennictwu polskich adwokatów odzyskała wolność w lutym 1920 roku.
Po dojściu do zdrowia Wolnik odbyła kurs sanitarny zorganizowany przez Polski Czerwony Krzyż. Założyła pierwszą żeńską drużynę harcerską ziemi rybnickiej (1920), zajęła się organizacją Towarzystw Polek i dyrygowała chórem o nazwie „Seraf” lub „Serafin”. W okresie plebiscytu na Górnym Śląsku angażowała się w działalność komitetu plebiscytowego w Rybniku, agitując przede wszystkim wśród kobiet, a także pracowała dla PCK. Podczas II powstania śląskiego przeżyła masakrę w Rybniku.
Podczas III powstania śląskiego pełniła funkcję sanitariuszki. Założyła drużynę sanitariuszek i działała u boku 5 Rybnickiego Pułku Piechoty na szlaku bojowym Ruda – Sławięcice – Koźle – Pogorzelec – Kłodnica – Góra Świętej Anny. Opiekowała się rannymi, których zabierała z pola walki, w szpitalu w Kłodnicy. Choć powszechnie powtarzana jest informacja, że za bohaterstwo w trakcie powstań otrzymała Order Virtuti Militari, dr Małgorzata Tkacz-Janik nie znalazła potwierdzenia tej informacji w archiwach. W 1932 roku Wolnik została wybrana na członka zarządu Związku Byłych Politycznych Więźniów Narodowych na województwo śląskie.
We wrześniu 1939 roku aresztowano ją i wywieziono do obozu KL Ravensbrück. Została uwolniona w 1945 roku podczas wyzwolenia obozu. Po wojnie uczyła muzyki w Zakładzie Sióstr Urszulanek w Rybniku, udzielała się także w harcerstwie. 
Zmarła 22 lipca 1957. Została pochowana na cmentarzu parafii Matki Bożej Bolesnej w Rybniku (sektor 1-I-13-6).

## Ordery i odznaczenia
- Krzyż Kawalerski Orderu Odrodzenia Polski (24 kwietnia 1946)[12]
- Medal Niepodległości (15 kwietnia 1932)[13]

## Upamiętnienie
Jej postać została przypomniana w ramach wystaw Śląskie kobiety – polskie twierdze (2018, opracowanie: Joanna Banik, Narodowy Instytut Dziedzictwa) i 60 na 100. SĄSIADKI. Głosem Kobiet o powstaniach śląskich i plebiscycie (2019, Instytut Myśli Polskiej im. Wojciecha Korfantego, ilustracje Marta Frej). Pierwszej wystawie towarzyszył film dokumentalny Śląskie kobiety – polskie twierdze w reżyserii Krzysztofa Korwina-Piotrowskiego, w którym także pojawiła się Aniela Wolnik. Sanitariuszka została również jedną z bohaterek cyklu Bohaterowie powstań śląskich. Ich marzenia o Polsce przygotowanego przez Polskie Radio Katowice.